# Dangsin-i jamdeun sa-i-e
Dangsin-i jamdeun sa-i-e (당신이 잠든 사이에?; lett. "Mentre stavi dormendo" titolo internazionale While You Were Sleeping) è una serie televisiva sudcoreana trasmessa su SBS TV dal 27 settembre al 16 novembre 2017.

## Trama
Nam Hong-joo è una giornalista televisiva che ha la capacità di vedere eventi infausti, principalmente decessi altrui, nei suoi sogni e, nonostante non sappia quando si verificheranno, fa del suo meglio per impedire che diventino realtà. Un giorno nella casa di fianco si trasferisce Jung Jae-chan, un procuratore alle prime armi. Una notte, il ragazzo sogna di un incidente stradale che porterà alla morte di Hong-joo e sua madre. Dopo essere intervenuto riuscendo a cambiare il corso degli eventi, Jae-chan inizia a collaborare con Hong-joo e con l'agente di polizia Han Woo-tak, anch'egli in grado di prevedere il futuro tramite i sogni, per scoprire l'origine del loro dono e risolvere dei casi difficili.

## Personaggi
- Jung Jae-chan, interpretato da Lee Jong-suk e Nam Da-reum (da giovane)
- Nam Hong-joo, interpretata da Bae Suzy e Shin Yi-joon (da giovane)
- Lee Yoo-bum, interpretato da Lee Sang-yeob e Yeo Hoe-hyun (da giovane)
Avvocato senza scrupoli, un tempo procuratore e vecchia conoscenza di Jae-chan, al quale dava ripetizioni alle superiori.
- Han Woo-tak, interpretato da Jung Hae-in
- Shin Hee-min, interpretata da Ko Sung-hee
Collega di Jae-chan.
- Choi Dam-dong, interpretato da Kim Won-hae e Lee Jae-kyun (da giovane)
Investigatore al servizio della procura.
- Lee Ji-kwang, interpretato da Min Sung-wook
Collega di Jae-chan.
- Son Woo-joo, interpretata da Bae Hae-sun
Collega di Jae-chan.
- Park Dae-young, interpretato da Lee Ki-young
Collega di Jae-chan, procuratore capo.
- Moon Hyang-mi, interpretata da Park Jin-joo
Segretaria di Jae-chan.
- Min Jung-ha, interpretata da Son San
Amica e collega di Hyang-mi.
- Ko Pil-suk, interpretata da Lee Bong-ryeon
Amica e collega di Hyang-mi.
- Jung Seung-won, interpretato da Shin Jae-ha
Fratello minore di Jae-chan.
- Yoon Moon-sun, interpretata da Hwang Young-hee
Madre di Hong-joo.
- Oh Kyung-han, interpretato da Lee Yoo-joon
Collega di Woo-tak.
- Bong Du-hyun, interpretato da Oh Eui-sik
Giornalista della SBC, collega di Hong-joo.
- Dong-kyun, interpretato da Huh Jun-suk
Giornalista della SBC, collega di Hong-joo.
- Cha Yeo-jung, interpretata da Pyo Ye-jin
Collega di Woo-tak, per il quale ha una cotta.

### Apparizioni speciali
- Park So-yoon, interpretata da Kim So-hyun (ep. 3–8, 32)
Compagna di scuola di Seung-won, nota pianista.
- Do Geum-sook, interpretata da Jang So-yeon (ep. 3–8)
Madre di So-yoon.
- Park Jun-mo, interpretato da Um Hyo-sup (ep. 3–8)
Padre di So-yoon.
- Nam Chul-doo, interpretato da Choi Won-young (ep. 3–4)
Padre di Hong-joo.
- Jung Il-seung, interpretato da Jang Hyun-sung (ep. 1, 5–8)
Padre di Jae-chan.
- Madre di Jae-chan, interpretata da Lee Jeong-eun (ep. 5)
- Kang Cho-hee, interpretata da Kim Da-ye (ep. 10-13, 32)
- Kang Dae-hee, interpretato da Kang Ki-young (ep. 9–13)
- Studente universitario, interpretato da Kang Shin-hyo (ep. 10)
- Giudice Kim Joo-young, interpretata da Shin Eun-jung (ep. 11–12)
- Myung Dae-gu, interpretato da Lee Do-gyeom (ep. 13, 24-32)
Compagno di scuola e amico di Seung-won.
- Do Hak-young, interpretato da Baek Sung-hyun (ep. 13–17)
Amico di Woo-tak.
- Yoo Soo-kyung, interpretata da Cha Jung-won (ep. 13–16)
- Yoo Man-ho, interpretato da Jeon Kuk-hwan (ep. 15–18, 32)
- Chan-ho, interpretato da Go Woo-rim (ep. 19-21, 32)
Figlio della procuratrice Son.
- Lee Hwan, interpretato da Moon Yong-suk (ep. 19-24)
- Padre di Hwan, interpretato da Kim Ki-cheon (ep. 21-24, 32)
- Moon Tae-min, interpretato da Ryu Tae-ho (ep. 21-24)
- Coppia nel prato, interpretata da Yoon Kyun-sang e Lee Sung-kyung (ep. 21)
- Giudice, interpretato da Lee Ju-seok (ep. 21-22)
- Park Dae-young, interpretato da Yoon Yong-hyun (ep. 25-26)
- Jo Yoon-pyo, interpretato da Lee Jae-won (ep. 25-26)
- Ha Joo-an, interpretata da Lee Eun-woo (ep. 28-29)
- Avvocato Ko, interpretato da Son Byong-ho (ep. 29-31)

## Ascolti
| Episodio | Titolo            | Data di trasmissione                                         | Dati TNMS           | Dati TNMS                  | Dati Nielsen Korea  | Dati Nielsen Korea         |
| Episodio | Titolo            | Data di trasmissione                                         | A livello nazionale | Area metropolitana di Seul | A livello nazionale | Area metropolitana di Seul |
| -------- | ----------------- | ------------------------------------------------------------ | ------------------- | -------------------------- | ------------------- | -------------------------- |
| 1        | 27 settembre 2017 | Mentre stavi dormendo (당신이 잠든 사이에?)                  | 8,2%                | 9,1%                       | 7,2%                | 8,1%                       |
| 2        | 27 settembre 2017 | Mentre stavi dormendo (당신이 잠든 사이에?)                  | 9,4%                | 10,8%                      | 9,2%                | 10,4%                      |
| 3        | 28 settembre 2017 | Il buono, il cattivo, la stramba (좋은놈 나쁜놈 이상한놈?)   | 8,0%                | 8,7%                       | 8,3%                | 9,8%                       |
| 4        | 28 settembre 2017 | Il buono, il cattivo, la stramba (좋은놈 나쁜놈 이상한놈?)   | 9,3%                | 10,2%                      | 9,2%                | 10,9%                      |
| 5        | 4 ottobre 2017    | Segretamente, grandemente (은밀하게 위대하게?)               | 5,0%                | 5,2%                       | 5,1%                | 5,6%                       |
| 6        | 4 ottobre 2017    | Segretamente, grandemente (은밀하게 위대하게?)               | 5,5%                | 5,7%                       | 6,1%                | 7,0%                       |
| 7        | 5 ottobre 2017    | Qualche uomo buono (어 퓨 굿 맨?)                            | 8,3%                | 8,2%                       | 7,9%                | 8,2%                       |
| 8        | 5 ottobre 2017    | Qualche uomo buono (어 퓨 굿 맨?)                            | 9,6%                | 9,9%                       | 8,9%                | 9,6%                       |
| 9        | 11 ottobre 2017   | Non fidarti di lei (그녀를 믿지 마세요?)                     | 7,8%                | 9,3%                       | 8,1%                | 10,0%                      |
| 10       | 11 ottobre 2017   | Non fidarti di lei (그녀를 믿지 마세요?)                     | 8,9%                | 10,2%                      | 9,4%                | 11,5%                      |
| 11       | 12 ottobre 2017   | Una città di ciechi (눈먼자들의 도시?)                       | 7,5%                | 7,8%                       | 8,9%                | 10,3%                      |
| 12       | 12 ottobre 2017   | Una città di ciechi (눈먼자들의 도시?)                       | 8,5%                | 8,9%                       | 9,7%                | 11,8%                      |
| 13       | 18 ottobre 2017   | Un segreto che non può essere raccontato (말할수 없는 비밀?) | 7,6%                | 9,5%                       | 8,6%                | 9,5%                       |
| 14       | 18 ottobre 2017   | Un segreto che non può essere raccontato (말할수 없는 비밀?) | 9,1%                | 11,4%                      | 10,0%               | 11,3%                      |
| 15       | 19 ottobre 2017   | Orgoglio e pregiudizio (오만과 편견?)                        | 7,1%                | 7,7%                       | 7,9%                | 8,9%                       |
| 16       | 19 ottobre 2017   | Orgoglio e pregiudizio (오만과 편견?)                        | 8,0%                | 8,9%                       | 8,9%                | 9,9%                       |
| 17       | 25 ottobre 2017   | Il solito sospetto (유주얼 서스펙트?)                        | 7,7%                | 8,1%                       | 7,8%                | 7,9%                       |
| 18       | 25 ottobre 2017   | Il solito sospetto (유주얼 서스펙트?)                        | 8,8%                | 9,7%                       | 8,9%                | 10,0%                      |
| 19       | 26 ottobre 2017   | Un ragazzo incontra una ragazza (소년, 소녀 만나다?)         | 6,5%                | 7,0%                       | 8,3%                | 9,6%                       |
| 20       | 26 ottobre 2017   | Un ragazzo incontra una ragazza (소년, 소녀 만나다?)         | 7,4%                | 8,7%                       | 8,9%                | 10,3%                      |
| 21       | 1 novembre 2017   | Morire o essere cattivi (죽거나 혹은 나쁘거나?)              | 6,5%                | 7,6%                       | 6,9%                | 7,9%                       |
| 22       | 1 novembre 2017   | Morire o essere cattivi (죽거나 혹은 나쁘거나?)              | 7,6%                | 8,9%                       | 8,4%                | 9,7%                       |
| 23       | 2 novembre 2017   | Bussando alla porta del cielo (노킹온 헤븐스 도어?)          | 7,0%                | 7,1%                       | 7,3%                | 8,3%                       |
| 24       | 2 novembre 2017   | Bussando alla porta del cielo (노킹온 헤븐스 도어?)          | 8,2%                | 9,0%                       | 8,6%                | 9,9%                       |
| 25       | 8 novembre 2017   | Stiamo venendo a incontrarti (지금 만나러 갑니다?)           | 5,7%                | 7,2%                       | 6,8%                | 8,2%                       |
| 26       | 8 novembre 2017   | Stiamo venendo a incontrarti (지금 만나러 갑니다?)           | 6,8%                | 8,4%                       | 8,6%                | 10,0%                      |
| 27       | 9 novembre 2017   | Prendimi se puoi (캐치미 이프유캔?)                          | 7,7%                | 9,3%                       | 7,7%                | 8,9%                       |
| 28       | 9 novembre 2017   | Prendimi se puoi (캐치미 이프유캔?)                          | 8,7%                | 10,1%                      | 9,6%                | 11,3%                      |
| 29       | 15 novembre 2017  | Resta al mio fianco (스탠 바이 미?)                          | 7,2%                | 8,1%                       | 8,1%                | 9,3%                       |
| 30       | 15 novembre 2017  | Resta al mio fianco (스탠 바이 미?)                          | 8,7%                | 10,0%                      | 9,6%                | 11,0%                      |
| 31       | 16 novembre 2017  | Addio, amico mio (굿 바이 마이 프랜드?)                      | 7,6%                | 8,6%                       | 8,7%                | 10,0%                      |
| 32       | 16 novembre 2017  | Addio, amico mio (굿 바이 마이 프랜드?)                      | 8,7%                | 9,5%                       | 9,7%                | 10,9%                      |
| Media    | Media             | Media                                                        | 7,7%                | 8,7%                       | 8,3%                | 9,5%                       |

## Colonna sonora
1. When Night Falls (긴 밤이 오면?, Gin bam-i omyeonLR) – Eddy Kim
2. It's You – Henry Lau
3. You Belong to My World (좋겠다?, JoketdaLR) – Roy Kim
4. I Love You Boy – Bae Suzy
5. While You Were Sleeping (당신이 잠든 사이에?, Dangsin-i jamdeun sa-i-eLR) – Brother Su feat. SE O
6. Lucid Dream (자각몽?, JagangmongLR) – Monogram
7. I Miss You Today Too (오늘도 그리워 그리워?, Oneuldo geuri-wo geuri-woLR) – Davichi
8. Maze (미로?, MiroLR) – Kim Na-young
9. Come To Me (내게 와?, Naege waLR) – Lee Jong-suk
10. I'll Tell You (말할게?, MalhalgeLR) – Jang Da-bin
11. IF – Jung Joon-il
12. Would You Know (그대는 알까요?, eudaeneun alkka-yoLR) – Lee Jong-suk
13. Words I Want To Hear (듣고 싶은 말?, Deutdo sip-eun malLR) – Bae Suzy
14. Your World (너의 세상?, Neo-ui sesangLR)
15. When The Nightmares Started
16. Awesome Cute
17. Rememberable
18. Spirit of Fire
19. Traveler
20. Cat Walk
21. Stupid
22. Touch Me In My Dream

## Riconoscimenti
- APAN Star Award[7]
  - 2018 – Candidatura Top Excellence Award, Actor in a Miniseries a Lee Jong-suk
  - 2018 – Candidatura Excellence Award, Actress in a Miniseries a Bae Suzy
  - 2018 – Candidatura K-Star Award, Actor a Lee Jong-suk
  - 2018 – Candidatura K-Star Award, Actress a Bae Suzy
- Asia Artist Award[8]
  - 2017 – Asia Star Award, Actress a Bae Suzy
- Baeksang Arts Award[9]
  - 2018 – Most Popular Actress a Bae Suzy
- Korea First Brand Award[10]
  - 2018 – Drama Category a Dangsin-i jamdeun sa-i-e
- SBS Drama Award
  - 2017 – Top Excellence Award, Actor in a Wednesday–Thursday Drama a Lee Jong-suk[11]
  - 2017 – Top Excellence Award, Actress in a Wednesday–Thursday Drama a Bae Suzy[11]
  - 2017 – Excellence Award, Actor in a Wednesday–Thursday Drama a Lee Sang-yeob[11]
  - 2017 – Best Supporting Actor a Kim Won-hae[11]
  - 2017 – Best Supporting Actress a Park Jin-joo[11]
  - 2017 – Best Couple a Lee Jong-suk e Bae Suzy[11]
  - 2017 – Candidatura Excellence Award, Actor in a Wednesday–Thursday Drama a Jung Hae-in[12]
  - 2017 – Candidatura Excellence Award, Actress in a Wednesday–Thursday Drama a Ko Sung-hee[12]
  - 2017 – Candidatura Best Supporting Actress a Hwang Young-hee[13]
  - 2017 – Candidatura Youth Acting Award a Nam Da-reum[14]
  - 2017 – Candidatura Youth Acting Award a Shin Yi-joon[14]
- Seoul International Drama Award
  - 2018 – Top Excellence Award for Korean Drama a Dangsin-i jamdeun sa-i-e[15]
  - 2018 – Candidatura Outstanding Korean Actor a Lee Jong-suk[16]
- Mnet Asian Music Award[17]
  - 2017 – Candidatura Best OST a I Love You Boy di Bae Suzy